# Losantville (Indiana)
Losantville es un pueblo ubicado en el condado de Randolph en el estado estadounidense de Indiana. En el Censo de 2010 tenía una población de 237 habitantes y una densidad poblacional de 484,16 personas por km².

## Geografía
Losantville se encuentra ubicado en las coordenadas 40°1′25″N 85°11′1″O / 40.02361, -85.18361. Según la Oficina del Censo de los Estados Unidos, Losantville tiene una superficie total de 0.49 km², de la cual 0.49 km² corresponden a tierra firme y (0%) 0 km² es agua.

## Demografía
Según el censo de 2010, había 237 personas residiendo en Losantville. La densidad de población era de 484,16 hab./km². De los 237 habitantes, Losantville estaba compuesto por el 97.05% blancos, el 0% eran afroamericanos, el 0.42% eran amerindios, el 0% eran asiáticos, el 0% eran isleños del Pacífico, el 0% eran de otras razas y el 2.53% pertenecían a dos o más razas. Del total de la población el 0% eran hispanos o latinos de cualquier raza.